# 鄭賽賽
鄭 賽賽（ジェン・サイサイ、ピン音表記：Zhèng Sàisài, 1994年2月5日 - ）は、中国・陝西省出身の女子プロテニス選手。2019年全仏オープン女子ダブルスで段瑩瑩とペアを組み準優勝した。これまでにWTAツアーでダブルス4勝を挙げている。身長170cm、体重62kg。右利き、バックハンド・ストロークは両手打ち。自己最高ランキングはシングルス38位、ダブルス15位。

## 来歴
8歳からテニスを始める。2009年にプロに転向。
2010年シンガポールユースオリンピックの女子ダブルスで金メダルを獲得。シングルスでも銀メダルを獲得した。2014年仁川アジア大会では団体で銀メダルを獲得している。
2011年9月の広州大会のダブルスで謝淑薇とのペアで優勝しWTAツアー初タイトルを獲得した。
4大大会では2012年全仏オープンのダブルスで初出場した。2013年全豪オープンでバルバラ・レプチェンコ、2016年全豪オープンで徐一幡とペアを組みベスト4に進出している。
4大大会のシングルスでは2回戦進出が最高成績である。2016年2月のカタール・トータル・オープンでは当時2位の第1シードアンゲリク・ケルバーを 7–5, 6–1 で破る殊勲を挙げベスト8に進出した。
2016年リオ五輪で初めてのオリンピックに出場した。シングルス1回戦でポーランドの第4シードアグニエシュカ・ラドワンスカを 6–4, 7–5、で破り2回戦でロシアのダリア・カサトキナに 1-6, 4-6 で敗れた。徐一幡と組んだ女子ダブルスも2回戦でイタリアのサラ・エラニ＆ロベルタ・ビンチ組に 2–6, 3–6 で敗れた。
2019年全仏オープンでは 段瑩瑩と組んだ女子ダブルスで決勝に進出した。決勝でティメア・バボシュ＆クリスティナ・ムラデノビッチ組に 2–6, 3–6 で敗れ準優勝した。

## WTAツアー決勝進出結果

### シングルス: 1回 (0勝1敗)
| 大会グレード                  |
| ----------------------------- |
| グランドスラム (0–0)          |
| WTAファイナルズ (0–0)         |
| プレミア・マンダトリー (0–0)  |
| プレミア5 (0-0)               |
| WTAエリート・トロフィー (0-0) |
| プレミア (0–0)                |
| インターナショナル (0–1)      |

| 結果   | No. | 決勝日        | 大会 | サーフェス | 対戦相手 | スコア            |
| ------ | --- | ------------- | ---- | ---------- | -------- | ----------------- |
| 準優勝 | 1.  | 2018年7月29日 | 南昌 | ハード     | 王薔     | 5–7, 0–4 途中棄権 |

### ダブルス: 8回 (4勝4敗)
| 結果   | No. | 決勝日         | 大会             | サーフェス | パートナー             | 対戦相手                                                  | スコア            |
| ------ | --- | -------------- | ---------------- | ---------- | ---------------------- | --------------------------------------------------------- | ----------------- |
| 優勝   | 1.  | 2011年9月24日  | 広州             | ハード     | 謝淑薇                 | 詹謹瑋 韓馨蘊                                             | 6–2, 6–1          |
| 準優勝 | 1.  | 2014年4月20日  | クアラルンプール | ハード     | 詹詠然                 | ティメア・バボシュ 詹皓晴                                 | 3–6, 4–6          |
| 準優勝 | 2.  | 2015年5月23日  | ストラスブール   | クレー     | ナディヤ・キチェノク   | 荘佳容 梁晨                                               | 6–4, 4–6, [10–12] |
| 優勝   | 2.  | 2015年8月9日   | スタンフォード   | ハード     | 徐一幡                 | アナベル・メディナ・ガリゲス アランチャ・パラ・サントンハ | 6–1, 6–3          |
| 優勝   | 3.  | 2015年10月18日 | 天津             | ハード     | 徐一幡                 | ダリア・ユラク ニコール・メリヒャル                       | 6–2, 3–6, [10–8]  |
| 準優勝 | 3.  | 2016年1月9日   | 深圳             | ハード     | 徐一幡                 | バニア・キング モニカ・ニクレスク                         | 1–6, 4–6          |
| 優勝   | 3.  | 2019年3月2日   | アカプルコ       | ハード     | ビクトリア・アザレンカ | デシラエ・クラウチェク ジュリアーナ・オルモス             | 6–1, 6–2          |
| 準優勝 | 4.  | 2019年6月9日   | 全仏オープン     | クレー     | 段瑩瑩                 | ティメア・バボシュ クリスティナ・ムラデノビッチ           | 2–6, 3–6          |

## 4大大会シングルス成績
略語の説明
| W | F | SF | QF | #R | RR | Q# | LQ | A | Z# | PO | G | S | B | NMS | P | NH |

W=優勝, F=準優勝, SF=ベスト4, QF=ベスト8, #R=#回戦敗退, RR=ラウンドロビン敗退, Q#=予選#回戦敗退, LQ=予選敗退, A=大会不参加, Z#=デビスカップ/BJKカップ地域ゾーン, PO=デビスカップ/BJKカッププレーオフ, G=オリンピック金メダル, S=オリンピック銀メダル, B=オリンピック銅メダル, NMS=マスターズシリーズから降格, P=開催延期, NH=開催なし.
| 大会           | 2012 | 2013 | 2014 | 2015 | 2016 | 2017 | 2018 | 2019 | 2020 | 通算成績 |
| -------------- | ---- | ---- | ---- | ---- | ---- | ---- | ---- | ---- | ---- | -------- |
| 全豪オープン   | A    | LQ   | LQ   | 1R   | 2R   | 1R   | A    | 1R   | 2R   | 1–4      |
| 全仏オープン   | A    | LQ   | LQ   | 1R   | 1R   | 1R   | 1R   | 1R   |      | 0–5      |
| ウィンブルドン | LQ   | A    | LQ   | 1R   | 1R   | 1R   | 2R   | 1R   |      | 1–5      |
| 全米オープン   | LQ   | LQ   | 2R   | 1R   | 2R   | 2R   | LQ   |      |      | 3–4      |